# Transzendentale Erfahrung
Transzendentale Erfahrung ist ein von Karl Rahner in die Theologie eingeführter Begriff, der die Grundlage jedweder Metaphysik und rationalen Rede über Gott darstellen soll. Der Ausdruck knüpft an Immanuel Kants Begriff transzendentaler Möglichkeitsbedingungen an – bei Kant vor allem für Erfahrungsurteile, bei Rahner insbesondere für religiösen Glauben.

## Begriffsbestimmung
Rahner entwickelt in seinem Werk Grundkurs des Glaubens Grundlagen seiner sog. Transzendentaltheologie und definiert den Begriff der Transzendentalen Erfahrung als das
„subjekthafte, unthematische und in jedwedem geistigen Erkenntnisakt Mitgegebene, notwendige und unaufgebbare Mitbewusstsein des erkennenden Subjekts und seine Entschränktheit auf die unbegrenzte Weite aller möglichen Wirklichkeit“.
Sie ist eine Erfahrung, weil sie Bestandteil „jedweder konkreten Erfahrung irgendeines beliebigen Gegenstandes ist“. Sie ist transzendental, weil sie „zu den notwendigen und unaufhebbaren Strukturen des erkennenden Subjekts selbst gehört“.
Berührt wird hier das bekannte Problem der synthetischen Urteile a priori. Aussagen über die Inhalte der transzendentalen Erfahrung sind a priori, da sie die Bedingungen der Möglichkeit jedweder Erfahrung darstellen. Zum anderen aber sind sie synthetisch, da sie keine analytischen Urteile sind.
Die transzendentale Erfahrung zeigt sich nicht nur im Erkennen, sondern auch im Handeln. Ihr Inhalt ist letztlich das, was in der philosophischen Tradition unter „Sein“ verstanden wird. Die Explikation dieses Wissens, die niemals an ein Ende kommt, ist Aufgabe der Metaphysik.
Der Begriff und sein theoretischer Kontext nimmt Anleihen und Modifikationen u. a. an Immanuel Kant, Maurice Blondel und Edmund Husserl.